# Departamento Orán
Das Departamento Orán liegt im Norden der Provinz Salta im Nordosten Argentiniens und ist eine von 23 Verwaltungseinheiten der Provinz. 
Es grenzt im Norden an Bolivien und das Departamento Santa Victoria, im Osten an die Departamentos General José de San Martín und Rivadavia, im Süden an das Departamento Anta und im Westen an die Provinz Jujuy. 
Die Hauptstadt des Departamentos ist San Ramón de la Nueva Orán.

## Bevölkerung
Gemäß dem letzten Zensus hat das Departamento Orán 124.029 Einwohner (INDEC, 2001). Nach Schätzungen des INDEC ist die Bevölkerung im Jahr 2005 auf 137.659 Einwohner gestiegen.

## Städte und Gemeinden
Das Departamento Orán ist in folgende Gemeinden (spanisch municipios) aufgeteilt:
- Colonia Santa Rosa
- Hipólito Yrigoyen
- Pichanal
- San Ramón de la Nueva Orán
- Urundel
- Aguas Blancas
- Algarrobal
- Chaguaral
- El Quimilar (Carboncito)
- Esteban de Urizar
- Ingenio San Martín del Tabacal
- Jerónimo Matorras
- km 1281
- La Estrella
- Manuel Elordi
- Martínez del Tineo
- Misión Zenta
- Río Pescado
- Saucelito
- Yuchán